# Julia Otero
Julia María Otero Pérez (Penela, Monforte de Lemos, Lugo, 6 de mayo de 1959) es una periodista española.

## Biografía
Nació en Penela, una parroquia del municipio de Monforte de Lemos, en la provincia de Lugo. Hija única de Julio Otero, trompetista del Circo Americanoy de Elia Pérez, ama de casa, se mudaron a Barcelona contando ella tres años siendo, de pequeña, vecina del barrio del Pueblo Seco.
Entre los diecinueve y los veinticuatro años de edad, se enfrentó a un tumor abdominal, que la llevó al quirófano en seis ocasiones, aunque en ningún momento dejó su labor en la radio. Se licenció en Filología Hispánica en la Universidad de Barcelona. El 22 de febrero del 2021 anunció que luchaba contra un cáncer.

### Trayectoria profesional
Se introdujo casualmente a los diecisiete años en el mundo de la comunicación, en el programa Protagonista, el cine, en la emisora Radio Sabadell, gracias a un amigo. En poco tiempo se convirtió en presentadora y directora de dicho programa.
En 1980, Otero fichó por la emisora Radio Juventud y un año después llegó a Radio Miramar para trabajar inicialmente en los servicios informativos. Posteriormente, presentó varios programas en la emisora barcelonesa, como Radio a la vista, junto a Carlos Herrera y José Manuel Parada, el musical Con faldas y a lo loco, las entrevistas de Café del domingo o el magacín Sábado noche. 
En 1985 pasó a dirigir y presentar el programa despertador Crónica del alba, que gracias al acuerdo de vinculación entre Radio Miramar y la COPE, se emitía desde Barcelona para toda España a través de la red de emisoras de la cadena episcopal. En septiembre de 1987, tras la ruptura entre la COPE y Radio Miramar, fue la encargada de reemplazar a Luis del Olmo en las mañanas de la emisora barcelonesa, con el espacio Y nosotras, ¿qué?, que se definía como «un informativo hecho por y para las mujeres».
Paralelamente, comenzó su carrera televisiva que compaginó con la radiofónica durante un tiempo. Se inició en el medio televisivo en 1987 con el programa de debates Una historia particular en La 2 de Televisión Española (TVE), el mismo año en que se casó con el periodista Ramón Pellicer. Un año después, en 1988, comenzó a presentar el programa 3x4, con el que alcanzó gran popularidad. Otero presentó en los años siguientes y siempre en TVE, los programas La Lluna (TVE Cataluña), La luna (1989), Telepasión española (1990) y La Ronda (1991).
A partir de 1991 y hasta 1999, volvió a la radio para dirigir y presentar el programa La Radio de Julia en Onda Cero que comenzó siendo nocturno para pasar, tras su éxito, a la franja de tarde. Durante este periodo, hizo incursiones en la televisión, en 1992 presentó Jocs de Nit en TV3, en 1993 dirigió el concurso Los cinco sentidos en Antena 3, Un paseo por el tiempo (1995) de nuevo en TVE y en Telecinco La semana que viene (1998), un programa que se emitió en la noche de los domingos. Durante 1997 fue columnista del diario barcelonés  La Vanguardia.
En 1999 la ONCE vendió las emisoras de Onda Cero al Grupo Telefónica. Los nuevos propietarios decidieron retirar de la parrilla el programa de Otero, pese a que era líder de audiencia, sustituyéndola por la periodista Marta Robles. Esta decisión estuvo marcada por la polémica, se acusó al medio de basarse en razones políticas para el cese. La dirección de la cadena afirmó que el programa era demasiado "elitista" e «intelectualmente elevado».
La radio de Julia contaba entre su lista de colaboradores con nombres como Manuel Delgado, Almudena Grandes, Enrique Gil Calvo, Joaquín Leguina, Juan Adriansens, Jorge Verstrynge, Isabel de Medina Sidonia, Luis Racionero, Fernando Sánchez Dragó, Juan José Armas Marcelo, Óscar Nebreda, Pablo Motos, Eduardo de Vicente, Juanjo de la Iglesia, Daniel Monzón, Académica Palanca, Jordi Estadella, Adolfo Fernández Oubiña, Miguel Ángel Coll, Juan Herrera, Curry Valenzuela, Carlos Boyero, Lucía Etxebarria, Josep Borrell, Anna Balletbò, Xosé Manuel Beiras, Fernando Fernández de Trocóniz Marcos y Ana Palacio.

Un año después, regresó a TV3 para presentar el magazín de sobremesa La columna, que duró cuatro temporadas y se convirtió también en líder de audiencia. Entre 2004 y 2005 presentó el programa Las cerezas en la primera de TVE. Desde el 9 de enero de 2006 hasta julio de 2007 dirigió y presentó el último tramo del veterano programa Protagonistas, dirigido por Luis del Olmo, en Punto Radio y presentó a la vez No em ratllis! en TV3. El 1 de junio de 2007, Punto Radio emitió un comunicado en el que anunciaba el fin de las relaciones contractuales con Otero, "de común acuerdo».

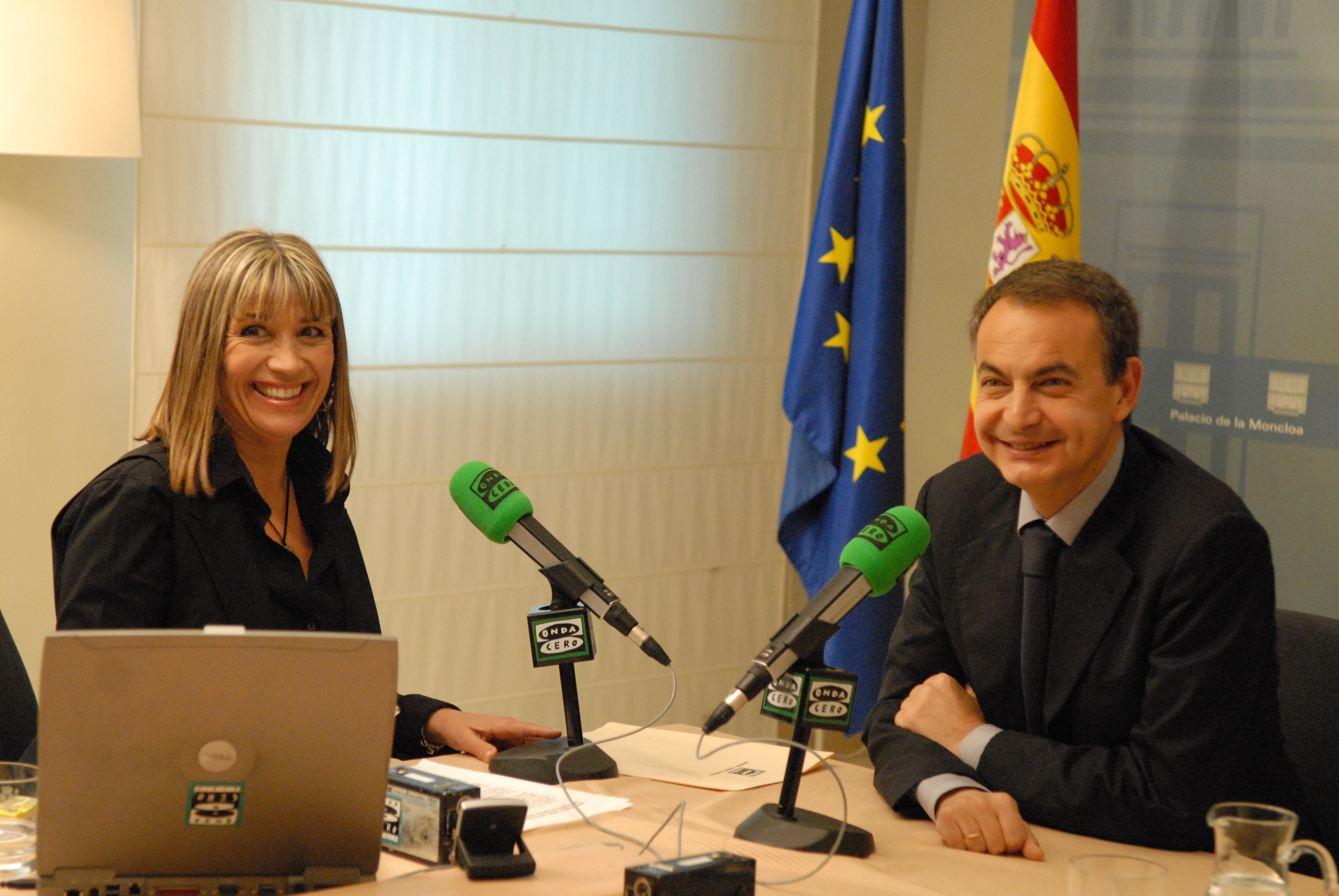
Julia Otero entrevistando en 2009 a José Luis Rodríguez Zapatero en su programa Julia en la onda, de Onda Cero.

En septiembre de 2007, volvió a Onda Cero, donde presentó y dirigió el programa Julia en la onda, en sustitución de Gomaespuma. Su buena relación personal con José Manuel Lara Bosch, presidente del Grupo Planeta y accionista mayoritario de Onda Cero, permitió su regreso a esta cadena. María Teresa Campos la sustituyó en el segundo tramo de Protagonistas de Punto Radio.
En mayo de 2012 regresó a televisión para presentar el espacio Entrevista a la carta en TVE.
En agosto de 2013 fichó por la cadena Antena 3 para presentar el programa Ciudadanos, dos especiales, el primero dedicado al paro y el segundo a la educación.
En enero de 2023 fichó por RTVE para ponerse al frente de Días de tele, programa que recordaba los momentos más nostálgicos de nuestro país.

## Premios y reconocimientos
- Premio Ondas:
  - 1989: Premio Nacional de Televisión (Televisión Española).
  - 1994: Premio Nacional de Radio (La radio de Julia, Onda Cero).
  - 2003: Premio Nacional de Televisión. Mejor programa de entretenimiento (La columna, TV3).
  - 2013: Premio Nacional de Radio a la trayectoria más destacada.[16]

- 2001 – Premio Ciutat de Badalona de Comunicació.
- 2003 – Premio Micrófono de Oro en Categoría de televisión.
- 2004 – Premio de la Associació de Dones Empresàries i Emprenedores de Tarragona (ADEE).
- 2009 – Distinción de hija predilecta de Monforte, siendo la primera mujer que recibe tal distinción, a propuesta del Foro Cívico Galego de Barcelona.[17]
- 2012 – Premio Micrófono de Oro en Categoría de radio.
- 2018 – XIV edición del Premio José Couso de Libertad de Prensa, que organizan el Colexio Profesional de Periodista de Galicia (CPXG) y el Club de Prensa de Ferrol.[18]
- 2018 - Premio Ondas al programa «El Gabinete».[19]
- 2021 - Premio Nacional de Comunicación.[20]
- En 2022 fue incluida en la Lista Forbes como una de las 100 mujeres más influyentes de España.[21]
- 2023 -  Premio José Manuel Porquet 2023 del Congreso de Periodismo de Huesca.[22]
- 2023 -  Medalla de Honor de Barcelona 2023.[23]
- 2025- Premio de Honor de la Comunicación de la Diputació de Barcelona 2025. [24]